# Ziziphus pubinervis
Ziziphus pubinervis är en brakvedsväxtart som beskrevs av Alfred Rehder. Ziziphus pubinervis ingår i släktet Ziziphus och familjen brakvedsväxter. Inga underarter finns listade i Catalogue of Life.